# Казо, Теодор Жозеф Жюль
Теодор Жозеф Жюль Казо (фр. Théodore Joseph Jules Cazot; 11 февраля 1821 — 27 декабря 1912) — французский политический деятель.
Был адвокатом. Ревностный республиканец, он, после переворота 2 декабря 1851 г., был заключён в тюрьму. До самого конца Второй империи принадлежал к числу её противников.
В правительстве национальной обороны 1870 Казо занимал должность генерального секретаря министерства иностранных дел, а в 1871 был избран в Национальное собрание, где примкнул к группе Гамбетты.
В 1875 Казо был избран в бессменные сенаторы. В кабинетах Фрейсине (1879) и Гамбетта (1881) он был министром юстиции. Назначенный президентом одной из палат кассационного суда, Казо в 1884 был вынужден оставить эту должность из-за банкротства железнодорожного общества, в котором он был администратором. С 1890 Казо был квестором Сената.